# 堀田正親
堀田 正親（ほった まさちか）は、江戸時代前期から中期にかけての常陸国北条藩の世嗣。通称は右近。官位は従五位下・土佐守。

## 略歴
寛文8年（1668年）、常陸国北条藩主・堀田正英の長男として誕生。正室は松平直矩娘。延宝4年（1676年）に徳川家綱に拝謁し、天和元年（1681年）には従五位下・土佐守に叙任される。
本来なら常陸北条藩2代藩主となるはずだったが、元禄元年（1688年）に父・正英が死去した際、正英が生前に幕府に提出していた嘆願状には、弟の正矩や正章のことは記されていたものの、正親のことは言及していなかったため改易された。父の死後、家督を相続してから改易されたとの説もある。正矩は3000石、正章は2000石の旗本としてそれぞれ存続した。
正親は陸奥国福島藩主の堀田正仲の元に預けられ、次の堀田正虎の時に出羽国山形藩に移封になったのに伴い同地に移った。